# Atypische duktale Hyperplasie
Als Atypische Duktale Hyperplasie wird eine Hyperplasie innerhalb der Funktionseinheiten der Brustdrüse, der Terminalduktus-Lobulus-Einheit (→ Aufbau der Brustdrüse), die die Bestandteile der Milch sezernieren, beschrieben. Von einer atypischen duktalen Hyperplasie spricht man bis zu einer Größe von 2 mm.
Eine typische, auffällige Proliferation dieser Zellen findet ganz physiologisch während des Umbaus zur laktierenden, also milchgebenden, Brust statt, bei der sich die Drüsen verzweigen und vermehren. Bei der atypischen duktalen Hyperplasie jedoch fällt die Hyperplasie zu groß aus und findet an unüblichen, falschen Stellen statt.
In der Pathologie sind atypische duktale Hyperplasien von Bedeutung, weil sie histologisch zwischen Epithelhyperplasie und hochdifferenziertem Karzinom angesiedelt sind.